# Laila Iskander
Laila Rashed Iskander Kamel es una emprendedora social y política egipcia. Fue ministra de Estado de Asuntos Ambientales de Egipto en el gobierno interino del primer ministro Hazem El Beblawi.
Iskander ha estado trabajando con organizaciones de base egipcias durante más de 20 años. Actúa como presidenta y miembro de la junta fundadora de CID Consulting, una firma consultora egipcia que «se esfuerza por crear soluciones de crecimiento integrales mediante un puente entre los objetivos corporativos y de desarrollo». Es reconocida internacional y localmente como consultora, investigadora y capacitadora en desarrollo comunitario. También es fideicomisaria de Alfanar, la primera organización de filantropía empresarial en la región árabe.

## Educación y carrera inicial
Iskander estudió Economía, Ciencias Políticas y Negocios en la Universidad de El Cairo. Obtuvo una Maestría en Artes en Enseñanza con especialización en Estudios del Cercano Oriente de la Universidad de California en Berkeley y luego obtuvo un Doctorado en Educación en el Teacher's College de la Universidad de Columbia en Nueva York.
Iskander ha trabajado como investigadora, oradora y consultora con agencias gubernamentales e internacionales, así como con el sector privado en los campos de género, educación y desarrollo, medio ambiente, trabajo infantil y gobernanza. Su labor de consulta abarca cuestiones de base y políticas. También trabajó como consultora del Ministro de Medio Ambiente de Egipto sobre gestión de desechos. Durante los últimos 25 años, Iskander ha trabajado en proyectos en «... construcción institucional, creación de redes, institución de asociaciones público-privadas y transferencia de tecnología...» en los campos de educación no formal, atención primaria de salud, cuestiones ambientales comunitarias, artesanía, alfabetización y género, entre otros. También trabajó como miembro del jurado del Premio Internacional de Alfabetización de la UNESCO y actuó como la persona de referencia del UNLD de la UNESCO para la región árabe entre 2005 y 2007.
Además tiene una larga trayectoria y experiencia en el área de técnicas de educación formal y no formal, y ha dirigido varios proyectos en esta área en Egipto.

## Redes
Iskander forma parte del Patronato del Instituto Internacional para el Medio Ambiente y el Desarrollo.
También es miembro del equipo ejecutivo del grupo de trabajo colaborativo sobre gestión de residuos sólidos en países de ingresos bajos y medios, más conocido como CWG, una red de conocimiento informal que reúne a voluntarios para compartir conocimientos sobre métodos de gestión de residuos sólidos en países en desarrollo.

## Emprendimiento social
Sobre ser emprendedor social, Iskandar afirmó que:

El término "emprendedor social", creo, requiere una nueva visita. Me gustaría aconsejar a cualquiera que se embarque en una carrera o en un camino cambiante que considere los negocios como una empresa que debe incluir el bienestar de las personas en todos los aspectos. No solo yo y mi empresa o mi ONG y el dinero que vamos a ganar. Entonces, las empresas deben ser justas, equitativas, justas ... mi consejo es que desafiemos las definiciones de lo que es el espíritu empresarial, lo que es el beneficio. No debo simplemente mirar el dinero al final de mi estado de cuenta anual. Debo mirar el bienestar de todos los que me rodean porque vivimos en un planeta... y si seguimos buscando acumular cosas y sentirno bien con nosotros mismos, no va a ser sostenible ... Debes examinar el concepto conjunto de negocio y beneficio desde un ángulo que dice: si no es social, entonces es un mal negocio.
Laila Iskander, entrevista con Global X

## Obras
Iskander actuó como directora y autora principal del Informe de Soluciones Empresariales para el Desarrollo Humano 2007 sobre Egipto. En 1994, fue autora de un libro titulado Mokattam garbage village, El Cairo, Egipto.

## Contribuciones notables

### Escuela de reciclaje de Mokattam
Las contribuciones de Iskander incluyen su notable trabajo con los zabbaleen o recolectores de basura, en Egipto, donde estableció una escuela informal de reciclaje en 1982 para enseñar a los niños alfabetización básica, salud e higiene, un proyecto por el cual recibió el Premio Medioambiental Goldman en 1994.
Su trabajo con los recolectores de basura incluye un programa de tejido de alfombras para "aprender y ganar dinero" ("Centro de tejido de alfombras de Kamel"), en el que las niñas de la comunidad zabbaleen tejen alfombras en un telar manual utilizando algodón desechado. El proyecto integró un programa educativo para enseñar a las niñas matemáticas básicas y alfabetización y facilitó la venta de sus alfombras en ferias de artesanía con fines de lucro.

### Proyecto de reciclaje del Sinaí
Los conocimientos sobre gestión de residuos en Manshiyat Naser, en las afueras de El Cairo, se transfirieron a las ciudades turísticas egipcias de Dahab y Nuweiba en 1997, cuando Kamel cooperó con el emprendedor social Sherif El-Ghamrawy, propietario de un albergue ecológico y fundador de una organización de protección del medio ambiente "Hemaya" (árabe para "protección"). El proyecto implicó separar y dividir los desechos orgánicos y no orgánicos y entregar los desechos no orgánicos a una estación de transferencia de clasificación y procesamiento para ser reutilizados y reciclados. Los desechos orgánicos se entregaron a los beduinos del Sinaí, quienes los utilizaron para alimentar a su ganado, evitando así la degradación ambiental causada por métodos de eliminación de desechos no organizados.
La estación de transferencia de procesamiento se estableció para absorber el gran volumen de botellas de alcohol, plástico, cartón y otros materiales reciclables de los establecimientos turísticos y proporcionar una fuente saludable de ingresos de la reventa de plásticos y vidrio tanto a nivel local como internacional.

## Premios
En 1994 recibió el Premio Medioambiental Goldman por sus primeros trabajos con los zabbaleen.
En el Foro Económico Mundial en Sharm el-Sheikh en 2006, ella y su organización, CID Consulting, recibieron el Premio Schwab al Emprendimiento Social por su diseño e implementación de un proyecto de "aprendizaje y ganancia" para niños de los zabbaleen con bienes de consumo Procter & Gamble Egypt.